# Libby Clegg
Pour les articles homonymes, voir Clegg.
Elizabeth Clegg (née le 24 mars 1990 à Stockport) est une sprinteuse paralympique écossaise, représentant à la fois l'Écosse et la Grande-Bretagne lors d'événements internationaux. Elle représente la Grande-Bretagne dans la catégorie T12 au 100 m et 200 m lors des Jeux paralympiques d'été de 2008, remportant une médaille d'argent au 100 m. Elle remporte également la médaille d'or à Rio aux Jeux paralympiques d'été de 2016 sur le 100 m en catégorie T11, où elle bat le record du monde, et sur le 200 m T11, battant cette fois le record paralympique.

## Carrière
Elizabeth Clegg est atteinte de la maladie de Stargardt, une dystrophie maculaire génétique entraîne une baisse de la vue. Elle a une légère vision périphérique au niveau de l’œil gauche mais est inscrite comme aveugle aux épreuves paralympiques.
Elle débute l'athlétisme à l'âge de 9 ans, en rejoignant le club de Macclesfield Harriers AC. Elle s'essaye d'abord au demi-fond et au cross avant de se lancer dans le sprint.
En 2006, elle participe aux Championnats du monde handisport à Assen aux Pays-Bas, remportant une médaille d'argent au 200 m T12. Deux ans plus tard, elle participe à ses premiers Jeux paralympiques à Pékin, où elle remporte l'argent au 100 m T12.
En juin 2012, Clegg gagne le 100 m et 200 m des Championnats d'Europe handisport.
Clegg remporte aussi la médaille d'argent aux Jeux paralympiques de Londres le 2 septembre 2012 au 100 m T12. Clegg et son guide Mikail Huggins battent le record du monde en finale.
En octobre 2012, elle est élue Para-Athlète de l'année par la Fédération écossaise d'athlétisme et reçoit son prix en même temps que son homologue masculin, David Weir. Elle remporte de nouveau le prix en octobre 2013.
En 2013, Clegg remporte l'argent sur le 100 m et le 200 m lors des Championnats du monde handisport à Lyon. Elle est sponsorisée par la marque ESPC, qu'elle a rencontré lors de ses études à la Royal Blind School en 2008.
Clegg remporte les Jeux du Commonwealth de 2014 en T11/T12 sur le 100 m, en courant en 12 s 20, l'un des meilleurs temps de l'année. En raison de la maladie, elle est incapable de défendre ses titres européens à Swansea peu après les Jeux du Commonwealth.
Elle se sépare de son guide, Mikhail Huggins en 2015. Son nouveau guide est Chris Clarke.
Clegg doit abandonner après sa série lors des Championnats du monde d'athlétisme handisport 2015 pour cause de blessure. Elle perd alors le financement offert par la United Kingdom Athletics.
En 2016, elle est reclassée dans la catégorie T11 en raison de la détérioration de son état visuel, l'obligeant à porter un bandeau lors de ses courses. Aux côtés de son guide Chris Clarke, elle remporte le 100 m et le 200 m en T11 aux Jeux paralympiques de 2016,.
Clegg est nommée Membre de l'Ordre de l'Empire Britannique (MBE) lors des nominations du Nouvel An 2017 pour ses services à l'athlétisme et aux bonnes œuvres.
Lors des Championnats d'Europe handisport 2018, elle est contrainte d'abandonner suiteà une blessure de son nouveau guide, Tom Somers. L'année suivante, elle est disqualifiée en demi-finale du 200 m T11 après avoir couru trop loin de son guide lors de la course. Selon la règle 7.10, les guides n'ont pas le droit de « pousser, tirer ou encore propulser les athlètes dans le but de s'avantager »
En 2020, Libby Clegg devient la première personnalité aveugle à participer à Dancing on Ice.

## Palmarès

### Jeux paralympiques
- Jeux paralympiques d'été de 2008 à Pékin ( Chine) :
  -  médaille d'argent du 100 m T12
- Jeux paralympiques d'été de 2012 à Londres ( Royaume-Uni) :
  -  médaille d'argent du 100 m T12
- Jeux paralympiques d'été de 2016 à Rio de Janeiro ( Brésil) :
  -  médaille d'or du 100 m T11
  -  médaille d'or du 200 m T11

### Championnats du monde handisport
- Championnats du monde handisport de 2006 à Assen ( Pays-Bas) :
  -  médaille d'argent du 200 m T12
- Championnats du monde handisport de 2011 à Christchurch ( Nouvelle-Zélande) :
  -  médaille d'or du 100 m T12
  -  médaille de bronze du 200 m T12
- Championnats du monde handisport 2013 à Lyon ( France) :
  -  médaille d'argent du 100 m T12
  -  médaille d'argent du 200 m T12

### Championnats d'Europe handisport
- Championnats d'Europe handisport de 2012 à Stadskanaal ( Pays-Bas) :
  -  médaille d'or du 100 m T12
  -  médaille d'or du 200 m T12

### Jeux du Commonwealth
- Jeux du Commonwealth de 2014 à Glasgow ( Royaume-Uni) :
  -  médaille d'or du 100 m T12